# Дания на «Евровидении-2012»
Дания участвует в конкурсе песни Евровидение 2012 в Баку, Азербайджан. Своего представителя выберет с помощью конкурса Dansk Melodi Grand Prix 2012, организованный датском национальным вещателем DR.

## Dansk Melodi Grand Prix 2012
На следующий день после проведения финала конкурса песни Евровидение 2011, то есть 15 мая DR подтвердил своё участие в предстоящем конкурсе.
Период, в который любой исполнитель мог послать свою заявку на участие в конкурсе, завершился в полдень 26 сентября 2011 года. По сообщениям DR на участие в конкурсе было принято 678 заявок. Всего 10 песен будут отобраны для участие в финале конкурса Dansk Melodi Grand Prix, из которых 6 было выбрано открытым конкурсом, а 4 исполнителя получили вайлдкард.
Датский национальный финал «Dansk Melodi Grand Prix 2012» прошел 21 января 2012 года в Ольборге в Gigantium, в котором был проведен национальный финал 1996, 2006 и 2010 годов. Музыкальные эксперты из Норвегии, Германии, России и Азербайджана присоединятся к жюри Dansk Melodi Grand Prix.
Первоначальный состав из 10 исполнителей был объявлен 5 января 2012 года. Однако через несколько дней был дисквалифицирован Valen:Tine с песней «Nowhere» за нарушение правил конкурса. Данный исполнитель не был заменен, таким образом национальный финал конкурса будет состоять из 9 песен.
14 января 2012 года телеканал DR объявил членов международного жюри:
- Азербайджан — Нигяр Джамал (певица, участница конкурса песни Евровидение 2011), Элл (певец, участник конкурса песни Евровидение 2011), Иса Меликов (композитор и продюсер), Диляра Казимова (певица), Айсель (певица, участница конкурса песни Евровидение 2009).
- Германия — Oceana (певица), Rüdiger Brans (певец, солист группы The Baseballs), Peter Bergener (журналист), Роже Цицеро (певец, участник конкурса песни Евровидение 2007), Mike Rötgens (продюсер).
- Норвегия — Александр Рыбак (певец, победитель конкурса песни Евровидение 2009), Venke Knutson (певец), Omer Bhatti (рэпер, близкий друг Майкла Джексона), Kjell Peter Askersrud (профессор), Bjørn Johan Muri (певец).
- Россия — Алексей Воробьёв (участник конкурса песни Евровидение 2011), Лера Массква (певица), Юрий Медианик (музыкант), Анна Куликова (певица), Марио Дюранд (певец, скрипач).

| Номер | Исполнитель                       | Песня                    | Слова / Музыка                                            | Результат  |        |
| ----- | --------------------------------- | ------------------------ | --------------------------------------------------------- | ---------- | ------ |
| 1     | Jesper Nohrstedt                  | «Take Our Hearts»        | Mads B.B. Krog , Engelina Larsen , Morten Hampenberg      | Суперфинал |        |
| 2     | Valen:Tine                        | «Nowhere»                | Tine Lynggaard , Søren Itenov , Christoffer Stjerne       | Дискв.     | Дискв. |
| 3     | Aya                               | «Best Thing I Got»       | John Gordon , Julie Frost                                 |            |        |
| 4     | Kenneth Potempa                   | «Reach For The Sky»      | Peter Bjørnskov , Lene Dissing , Sune Haansbæk            |            |        |
| 5     | Ditte Marie                       | «Overflow»               | Mike Eriksson , Johnny Sanchez , Hanif Sabzevari          |            |        |
| 6     | Philip Halloun & Emilia           | «Baby Love Me»           | Philip Halloun & Emilia                                   |            |        |
| 7     | Suriya                            | «Forever I B Young»      | Jakob Winge , Thomas Hoffmann , Suriya                    |            |        |
| 8     | Karen Viuff                       | «Universe»               | Simon Borch , Lise Cabble , Boe Larsen                    |            |        |
| 9     | Солуна Самай                      | «Should’ve Known Better» | Chief 1 , Remee , Isam B.                                 | Суперфинал |        |
| 10    | Christian Brøns & Patrik Isaksson | «Venter»                 | Christian Brøns Petersen , Patrik Isaksson , Rune Braager | Суперфинал |        |

### Суперфинал
| Номер | Исполнитель                       | Песня                    | Слова / Музыка                                            | Баллы | Место |
| ----- | --------------------------------- | ------------------------ | --------------------------------------------------------- | ----- | ----- |
| 1     | Jesper Nohrstedt                  | «Take Our Hearts»        | Mads B.B. Krog , Engelina Larsen , Morten Hampenberg      | 102   | 2     |
| 2     | Солуна Самай                      | «Should’ve Known Better» | Chief 1 , Remee , Isam B.                                 | 110   | 1     |
| 3     | Christian Brøns & Patrik Isaksson | «Venter»                 | Christian Brøns Petersen , Patrik Isaksson , Rune Braager | 88    | 3     |

## Дания на Евровидение 2012
Дания выступила в первом полуфинале конкурса, который состоялся 22 мая 2012 года. Солуна вышла в финал; однако в итоге была оценена довольно низко: набрав 21 балл, датчанка финишировала 23-й.